# Битка при Теламон
Битката при Теламон (Telamon; Talamone) се провежда от Римската република против нахлулите келти през 225 пр.н.е. при Теламон, днес Таламоне в Тоскана. Завършва с победа на римските консули Луций Емилий Пап и Гай Атилий Регул, който обаче е убит в битката.
Римляните участват със 70 000 легионери-пехотинци и 5 400 конници и са добре въоръжени. Губят 10 000 души.
Келтите участват с 50 000 инфантерия, 20 000 кавалеристи, въоръжени с прости оръжия и губят 40 000 души, 10 000 са пленени. Келтските командири Aneroëstes и Concolitanus падат убити.